# Liste des monuments historiques de Vienne
Pour le patrimoine du département homonyme voir Liste des monuments historiques de la Vienne; pour celui de la ville d’Autriche voir Vienne (Autriche)
Ce tableau vise à présenter les monuments historiques classés ou inscrits, dans la ville française de Vienne, en Isère.

## Liste
| Monument                                                       | Adresse                                                                           | Coordonnées                      | Notice         | Protection             | Date                | Illustration                                                  |
| -------------------------------------------------------------- | --------------------------------------------------------------------------------- | -------------------------------- | -------------- | ---------------------- | ------------------- | ------------------------------------------------------------- |
| Abbaye Saint-Ferréol                                           | Angle place Saint-Ferréol et rue des Templiers                                    | 45° 31′ 31″ nord, 4° 52′ 22″ est | « PA00117317 » | Inscrit                | 1967                | Image manquante Téléverser                                    |
| Abbaye Saint-André-le-Haut de Vienne                           | Place Jouvenet                                                                    | 45° 31′ 34″ nord, 4° 52′ 42″ est | « PA38000008 » | Inscrit                | 1998                | Abbaye Saint-André-le-Haut de Vienne                          |
| Aqueduc romain                                                 | entre la place Jouvenet et la base du Cimetière de Pipet                          | 45° 31′ 33″ nord, 4° 52′ 45″ est | « PA00117319 » | Classé                 | 1946                | Image manquante Téléverser                                    |
| Cathédrale Saint-Maurice                                       | Place Saint-Maurice                                                               | 45° 31′ 27″ nord, 4° 52′ 23″ est | « PA00117325 » | Classé                 | 1840                | Cathédrale Saint-Maurice                                      |
| Chapelle Saint-Théodore                                        | 2 ter place Saint-Paul                                                            | 45° 31′ 28″ nord, 4° 52′ 24″ est | « PA00117320 » | Inscrit                | 1927                | Chapelle Saint-Théodore                                       |
| Château de la Bâtie                                            | La Bâtie - Mont Salomon                                                           | 45° 31′ 51″ nord, 4° 52′ 35″ est | « PA00117321 » | Inscrit                | 1926                | Château de la Bâtie                                           |
| Église Notre-Dame-de-l'Isle                                    | Place Notre-Dame de l'Isle                                                        | 45° 30′ 14″ nord, 4° 50′ 55″ est | « PA00117322 » | Inscrit                | 1965                | Église Notre-Dame-de-l'Isle                                   |
| Église Saint-André-le-Bas                                      | Rue de la Table-Ronde - 1 place du Jeu de Paume                                   | 45° 31′ 38″ nord, 4° 52′ 26″ est | « PA00117323 » | Classé                 | 1840 1954           | Église Saint-André-le-Bas                                     |
| Église Saint-André-le-Haut (Collège Ponsard)                   | 3 place André Rivoire                                                             | 45° 31′ 34″ nord, 4° 52′ 38″ est | « PA00117324 » | Inscrit                | 1927                | Église Saint-André-le-Haut (Collège Ponsard)                  |
| Église Saint-Pierre Musée archéologique Saint-Pierre de Vienne | Place Saint-Pierre - 2, rue Saint Geroges                                         | 45° 31′ 23″ nord, 4° 52′ 15″ est | « PA00117326 » | Classé                 | 1862                | Église Saint-PierreMusée archéologique Saint-Pierre de Vienne |
| Enceinte romaine                                               | 5-19 Cours Brillier                                                               | 45° 31′ 20″ nord, 4° 52′ 14″ est | « PA00132973 » | Classé                 | 1994                | Enceinte romaine                                              |
| Jardin archéologique de Cybèle                                 | Entre rue Chantelouve, square Albert VASSY, rue Henri Jacquier et rue Victor Hugo | 45° 31′ 27″ nord, 4° 52′ 21″ est | « PA00117327 » | Classé Inscrit Classé  | 1840 1906 2012 2013 | Jardin archéologique de Cybèle                                |
| Fontaine                                                       | Place de l'Hôtel-de-Ville                                                         | 45° 31′ 32″ nord, 4° 52′ 31″ est | « PA00117329 » | Classé                 | 1924                | Fontaine                                                      |
| Fontaine place Jouvenet                                        | Place Jouvenet                                                                    | 45° 31′ 33″ nord, 4° 52′ 43″ est | « PA00117330 » | Inscrit                | 1925                | Fontaine place Jouvenet                                       |
| Fontaine du Jeu de Paume                                       | Place du Jeu de Paume                                                             | 45° 31′ 38″ nord, 4° 52′ 24″ est | « PA00117328 » | Classé                 | 1924                | Fontaine du Jeu de Paume                                      |
| Gisement archéologique comportant des structures romaines      | Bd de la République (ex 6 rue Saint-Georges)                                      | 45° 31′ 22″ nord, 4° 52′ 17″ est | « PA00117331 » | Classé                 | 1984                | Image manquante Téléverser                                    |
| Maison                                                         | 13 Rue de Bourgogne 2 Rue du Quatre-Septembre                                     | 45° 31′ 35″ nord, 4° 52′ 24″ est | « PA00117332 » | Inscrit                | 1981                | Maison                                                        |
| Maisons                                                        | 12 à 18 Rue des Clercs                                                            | 45° 31′ 36″ nord, 4° 52′ 27″ est | « PA00117333 » | Classé                 | 1924                | Maisons                                                       |
| Maison                                                         | 32, 34 Rue des Clercs                                                             | 45° 31′ 35″ nord, 4° 52′ 27″ est | « PA00117334 » | Inscrit                | 1981                | Maison                                                        |
| Maison                                                         | 32 Rue Marchande                                                                  | 45° 31′ 38″ nord, 4° 52′ 31″ est | « PA00117336 » | Inscrit                | 1984                | Image manquante Téléverser                                    |
| Maison                                                         | 45, 47 Rue Marchande                                                              | 45° 31′ 38″ nord, 4° 52′ 31″ est | « PA00117335 » | Classé                 | 1921                | Maison                                                        |
| Maison Hôtel Chevrier-Pérouse                                  | 9, 11 Rue des Orfèvres                                                            | 45° 31′ 33″ nord, 4° 52′ 33″ est | « PA00117337 » | Classé                 | 1992                | MaisonHôtel Chevrier-Pérouse                                  |
| Maison                                                         | 19 Rue des Orfèvres                                                               | 45° 31′ 33″ nord, 4° 52′ 34″ est | « PA00117338 » | Classé                 | 1921                | Maison                                                        |
| Maison du 15e                                                  | 4, place du Pilori                                                                | 45° 31′ 30″ nord, 4° 52′ 33″ est | « PA00117339 » | Inscrit                | 1926                | Maison du 15e                                                 |
| Maison                                                         | 1, 3 Rue de la Table-Ronde                                                        | 45° 31′ 37″ nord, 4° 52′ 25″ est | « PA00117340 » | Inscrit                | 1983                | Maison                                                        |
| Monument aux morts de Vienne                                   |                                                                                   | 45° 31′ 17″ nord, 4° 52′ 25″ est | « PA38000039 » | Inscrit                | 2019                | Image manquante Téléverser                                    |
| Vestige de l'enceinte romaine du Mont Salomon                  | Cadastre AL14                                                                     | 45° 32′ 10″ nord, 4° 52′ 55″ est | « PA00135646 » | Inscrit                | 1995                | Image manquante Téléverser                                    |
| Mur romain                                                     | 8, rue des Célestes                                                               | 45° 31′ 29″ nord, 4° 52′ 40″ est | « PA00117341 » | Classé                 | 1942                | Image manquante Téléverser                                    |
| Murs romains                                                   | en contrebas de la rue Saint-Martin, le long de la Gère                           | 45° 31′ 40″ nord, 4° 52′ 42″ est | « PA00117342 » | Inscrit                | 1927                | Murs romains                                                  |
| Odéon                                                          |                                                                                   | 45° 31′ 26″ nord, 4° 52′ 40″ est | « PA00117343 » | Classé                 | 1957                | Odéon                                                         |
| Oppidum romain du Pipet                                        | Mont Pipet, quartier du Pipet                                                     | 45° 31′ 28″ nord, 4° 52′ 51″ est | « PA00117344 » | Inscrit Classé Inscrit | 1927 1944 1946      | Oppidum romain du Pipet                                       |
| Pont Saint-Martin                                              | Rue Joseph-Martin                                                                 | 45° 31′ 41″ nord, 4° 52′ 41″ est | « PA00117345 » | Classé                 | 1924                | Pont Saint-Martin                                             |
| Porte de la cour de l'Ambulance                                | rue des Ursulines                                                                 | 45° 31′ 34″ nord, 4° 52′ 42″ est | « PA00117346 » | Classé                 | 1924                | Porte de la cour de l'Ambulance                               |
| Portique romain du Forum                                       | Rue Chantelouve                                                                   | 45° 31′ 28″ nord, 4° 52′ 34″ est | « PA00117347 » | Classé                 | 1906                | Portique romain du Forum                                      |
| Pyramide de la Spina du cirque                                 | Boulevard Fernand-Point                                                           | 45° 30′ 59″ nord, 4° 52′ 04″ est | « PA00117318 » | Classé                 | 1852                | Pyramide de la Spina du cirque                                |
| Temple d'Auguste et de Livie                                   | Place Charles de Gaulle                                                           | 45° 31′ 32″ nord, 4° 52′ 27″ est | « PA00117348 » | Classé                 | 1840                | Temple d'Auguste et de Livie                                  |
| Théâtre antique                                                | 7 Rue du Cirque                                                                   | 45° 31′ 29″ nord, 4° 52′ 44″ est | « PA00117349 » | Classé                 | 1840                | Théâtre antique                                               |
| Théâtre municipal                                              | 4 Rue Chantelouve                                                                 | 45° 31′ 31″ nord, 4° 52′ 33″ est | « PA00117350 » | Classé                 | 1929                | Théâtre municipal                                             |
| Villa Vaganay                                                  | 15 Rue Victor-Hugo                                                                | 45° 31′ 31″ nord, 4° 52′ 39″ est | « PA38000018 » | Inscrit                | 2003                | Villa Vaganay                                                 |